# Scatman (Ski-Ba-Bop-Ba-Dop-Bop)
A „Scatman (Ski-Ba-Bop-Ba-Dop-Bop)” Scatman John Larkin 1995-ös „Scatman’s World” – című bemutatkozó albumáról az első szám, amely külön is megjelent kislemez formájában egy évvel korábban.
A dalszöveg a dadogásról szól. Bátorító hangvételű zeneszám, amelyben Larkin szóba hozza, hogy a dadogás és a scattelés már egy és ugyanaz a dolog számára, és hogy mindenki „dadog” a maga módján. Az egész album műfajánál fogva nyilván a tizenéves korosztályt célozta meg, akiket a beszédhiba állandó csüggedésre ítélhet. Azáltal, hogy a scattelést úgy állítja be, mint „módi” dolgot, végső soron elmondja a saját maga megoldását erre a fogyatékosságra, másrészt a dzsessz műfajt promotálja. Ez utóbbit támasztja alá az a tény is, hogy a videóklipben hagyományos, jazz-zenekarokban használatos akusztikus hangszerek láthatóak „akcióban”: nagybőgő, trombita, dob.
Ez az Everybody jam-című klipjében is megfigyelhető, ahol Louis Armstronggal beszél egy képernyőn keresztül, valamint a műfaj szűkebb hazájára, Louisiana-államra is utal a szöveg.

## Fordítás
Ez a szócikk részben vagy egészben a Scatman (Ski Ba Bop Ba Dop Bop) című angol Wikipédia-szócikk fordításán alapul.  Az eredeti cikk szerkesztőit annak laptörténete sorolja fel. Ez a jelzés csupán a megfogalmazás eredetét és a szerzői jogokat jelzi, nem szolgál a cikkben szereplő információk forrásmegjelöléseként.